# 厚坪乡
厚坪乡，是中华人民共和国重庆市城口县下辖的一个乡镇级行政单位。

## 行政区划
厚坪乡下辖以下地区：
云峰村、庙坪村、白鹤村、红色村、熊竹村、麻柳村和龙盘村。